# Pagar Bosi
Pagar Bosi is een bestuurslaag in het regentschap Simalungun van de provincie Noord-Sumatra, Indonesië. Pagar Bosi telt 2351 inwoners (volkstelling 2010).